# Rafaravavy Rasalama
Rafaravavy Rasalama, née entre 1810 et 1812 et morte le 14 août 1837 à Antananarivo, à Madagascar, est la première martyre chrétienne Malgache.

## Biographie
Rasalama naît dans une famille malgache de Madagascar. Elle est élève dans l'une des écoles de village par la London Missionary Society en 1824. Sa famille déménage ensuite à Manjakaray. Elle a rejoint la communauté à Ambodin'Andohalo. En mai 1831, elle est baptisée, devenant l'une des premières Malgaches. Le 5 juin de la même année, elle participe à la Sainte-Cène à Ambatonakanga.
En 1835, le christianisme est interdit par la reine de Madagascar Ranavalona Ire. Rasalama se cache. Recherchée, elle est découverte dans une grotte, en juillet 1837, est arrêtée et est réduite en esclavage. Elle reste patiente malgré les mauvais traitements, mais lorsqu'elle refuse de travailler le dimanche et réaffirme sa foi, elle provoque la colère de son maître. 
Rasalama passe la nuit avant son exécution dans les fers. Le lendemain, elle est emmenée à Ambohipotsy, en banlieue de la capitale. Elle chante des hymnes et des prières sur le chemin de son exécution, une marche qui est restée dans les mémoires. On lui refuse toute sépulture,.

## Commémoration
En 1867, est inauguré sur le lieu de sa prison le temple protestant FJKM Tranovato Ambatonakanga, premier temple en pierre de l'île. Un an plus tard, le 17 novembre 1868, est inauguré le temple protestant FJKM Rasalama Maritiora Ambohipotsy. Les deux édifices sont distants de 2,3 km, en passant devant le palais Rova de Manjakamiadana, et sont des paroisses de l'Église de Jésus-Christ à Madagascar, Fiangonan'i Jesoa Kristy eto Madagasikara (FJKM), la principale Église chrétienne du pays.
La mort de Rasalama a profondément impressionné ses compatriotes malgaches et a également attiré l'attention des protestants britanniques,. Elle est le sujet du premier film africain fait par un africain, et le premier du cinéma malgache, réalisé en 1937 par Philippe Raberojo.